# Бистрица (град)
Бистрица (рум. Bistriţa, мађ. Beszterce) је град у Румунији. Бистрица се налази у северном делу земље, у историјској покрајини Трансилванија. Град је управно средиште округа Бистица-Насауд.

## Географски положај
Бистрица се налази на 110km северозападно од града Клужа, и смештено је на обали истоимене реке Бистрица по којој је и добио име.

### Порекло имена
Град је добио име по реци Бистрици, и води порекло од словенске речи бистро.

## Историја
Први знаци насељавања потичу из доба Неолита, а касније ту су се насељавали Дачани и Римљани. Саси или Саксонци, рудари, су се ту населили између 1141. и 1162. године и прозвали тај крај Неснерланд. Убрзо након саског насељавања, Монголи су уништили град прво 1241. године а касније 1284. године.
Бистрица је постала слободан краљевски град 1330. године. 1335. године је добила право да организује вашаре и исте године је добила и право на грб. Јанош Хуњади је 1453. године на брду изнад града саградио утврђење а 1458. године је Михаљ Силађи спалио цео град који се био побунио против његове власти.
Краљ Матија Хуњади је 1464. године одузео Бистрици титулу грофовије, иако је у то време град био културно средиште области
Забележено је да је 1465. године Хуњадијева тврђава, имала 18 кула за одбрану, али да би појачали одбрану самог града, тврђава је срушена и материјал је коришћен да би се појачали градски зидови. Сам град је тада добио 10 одбрамбених кула.
Године 1596. Бистрица је добила гимназију. 1602. године Бастини (Giorgio Basta) војници су заузели град, 1603. Мојсије Секељ (Székely Mózes), 1661. су град заузели Турци од којих је ослобођен крајем истог века, 1717. године су га опљачкали Татари.
Године 1848. 31. децембра ту се одиграла прва битка између мађарских револуционара предвођених Јожефом Беном и аустријских царских снага, друга битка се одиграла 21. фебруара 1849. године и мазарски револуционари су извијевали победу над царском војском коју је предводио Карл Фрајхер фон Урбан (Karl Freiherr von Urban). 25. јуна Руска царска армија је избацила Мађарске снаге из града али су је већ наредног дана снаге Јожефа Бена повратиле.
Зидине града су увек служиле као материјал за градњу тако да су данас присутни само трагови зидина и Богнар кула (Bognár-torony).
Датотека:

## Становништво
У односу на попис из 2002, број становника на попису из 2011. се смањио.
| 1966.  | 1977.  | 1992.  | 2002.  | 2011.  |
| ------ | ------ | ------ | ------ | ------ |
| 25.519 | 44.339 | 87.710 | 81.467 | 75.076 |

Према пописима из:
- 1910-Бистрица је имала 13.236 становника и од тога 5.835 Немаца, 4.470 Румуна, 2.824 Мађара.
- 2002-Бистрица је имала 81.259 становника и од тога 73.613 Румуна, 5.204 Мађара, 1.958 Рома и 484 осталих.

## Познате личности
- Ту се родио 1892- др. Имре Хајнал (Haynal Imre) лекар.
- Ту се родила 1910. 16. новембра-án Маргит Силваши (Szilvássy Margit) оперска певачица.

## Околна насеља
- Алдорф (Aldorf),
- Бешење (Besenyő),
- Пинтак (Pinták),
- Шофалва (Sófalva),
- Ујеш (Újős),
- Цегетелке (Cegőtelke),
- Верешеђхаза (Veresegyháza),
- Мађардече (Magyardécse),
- Сентмате (Szentmáté),
- Арањошмориц (Aranyosmóric),
- Винда (Vinda).

## Партнерски градови
- Монтреј
- Л’Аквила
- Безансон
- Зјелона Гора
- Коламбус
- Херцогенрат